# Andres Serrano
Andres Serrano, född 15 augusti 1950 i New York, är en amerikansk fotograf och konstnär. Hans verk är ofta provocerande och utmanar betraktaren med tabubelagda ämnen som innehåller sex, religion, kroppsvätskor, död och vapen.

## Uppväxt
Andres Serrano växte upp i den italienska stadsdelen Williamsburg i New York tillsammans med sin afro-kubanska mor. Under uppväxten blev Metropolitan Museum of Art en fristad där han upptäckte renässansens måleri. Han studerade konst och arbetade flera år som reklamfotograf.
I mitten av 1980-talet fick han sitt genombrott då han började fotografera kroppar i en grafiskt strikt form som en hommage till klassicismens former.

## Fotografi som konst
Olika kroppsvätskor, såsom urin, blod och sperma, är återkommande motiv i Serranos fotografier. Han är bland annat känd för det kontroversiella konstverket Piss Christ, ett fotografi av ett krucifix nersänkt i konstnärens egen urin. Till andra kända verk hör Blood and Semen III och Piss and Blood, vilka användes på skivomslagen till Metallicas album Load respektive ReLoad.
Serrano hämtar inspiration bland annat från renässansmåleri och religiös konst. Han utmanar sina och andras tvångsföreställningar med ämnen som gränsar till vad som är accepterat. Han säger sig vilja undersöka sådant som han själv inte vet någonting om och genom verken få oss att diskutera saker som vi vanligtvis inte pratar om. Nästan alla verk har konsthistoriska referenser. Renässansmåleri och mästare som Caravaggio och Goya är tydligt närvarande. Serien Immersions som blev hans konstnärliga genombrott har kantats av konstpolitiska bråk och skandaler, inte minst verket Piss Christ, som har förstörts på utställningar och föranlett protester från kyrkan. 
Under samma tid arbetade Serrano med Bodily fluids där han använde olika vätskor för att skapa verk som refererar till abstrakt måleri, ett slags antifotografi. "Jag ville bryta ny mark genom att abstrahera bilden, som en målare gör", förklarar Serrano. "Men det är fortfarande ett fotografi. Jag ser mig själv som en konceptkonstnär med en kamera, inte som en fotograf."
I serien A History of Sex skildrar han människor i sexuella situationer eller fantasier, sexualitet mellan människor, på deras villkor, de har själva satt gränserna vad som kan och ska visas. I flera bilder tittar modellerna på betraktaren stolta över sin identitet, kärlek och sexuella preferenser, något som står i kontrast till den sexuella akten, vilket kan uppfattas som provocerande då sexlivet är något väldigt privat för de allra flesta.
Under 1990 arbetade Andres Serrano med två helt skilda verk, som ändå har vissa beröringspunkter. Han porträtterar grupper som är marginaliserade av olika anledningar. I serien Nomads ger han New Yorks hemlösa människor ett ansikte i en serie porträtt inspirerade av de verk Edward S. Curtis gjorde i början av 1900-talet av den amerikanska ursprungsbefolkningen. I Klan series 1990 porträtterar han medlemmar ur den rasistiska organisationen Ku Klux Klan. Han ser båda verken som porträtt av enskilda individer och som symboler för frågeställningar som ibland krockar med resten av samhällets konventioner. I Serranos verk har alla samma värde, helgon som hemlösa, präster som rasister.
Året därpå skapade Serrano The Church, en serie porträtt på människor som representerar kyrkan och människor som jobbar i kyrkor, men också bilder på tomma kyrkor och detaljer som en stol, stege eller en kedjad kyrkdörr, solitärer som är laddade med symbolik. Han har sagt att han gillar att gå till kyrkan av estetiska skäl, snarare än av andliga.
I serien The Morgue från 1992 konfronteras betraktaren med döden med bilder på döda människor. Själv menar han att han inte gestaltar döden utan inringar livet. I Objects of Desire fokuserar han på vapenfetischism.
Andres Serrano är en samtida konstnär som vågar ta upp religiösa teman och använda sig av den religiösa konstens ikonografi i sina verk. I serien Holy Works omtolkar han religiösa målningar från medeltiden och renässansen. "Som troende kristen har jag rätt att använda kyrkans symboler, de är en symbol för min tro", menar Serrano. "Det handlar inte om att kritisera Gud eller kyrkan utan snarare hylla dem." Alltså raka motsatsen till den blasfemiska logiken som hans verk ibland kritiseras för. "Jag tror inte bara på Gud, jag tror på religiös konst och skönheten och kraften i sådan konst."

## Uppmärksammade utställningar i Sverige
Under hösten 2007 ställdes Serranos bildsvit A History of Sex ut på Kulturen i Lund  (vernissage ägde rum den 23 september). Den 5 oktober vandaliserades utställningen av en grupp yngre män som själva identifierade sig som nationalsocialister (enligt ett flygblad som de spred på platsen för dådet samt en senare publicerad redogörelse), vilket ledde till att utställningen delvis fick stängas för en tid. Vandalerna såg sin aktion som en protest mot den "dekadens" och de "perversioner" som de menade leder till "degenereringen av vår svenska kultur" och som ett försvar för "den sunda svenska kultur som depraverade hjärnor gör allt de kan för att byta ut mot dessa avskyvärda perversioner".
2008 visades utställningen i Alingsås vilket ledde till nya insändarstormar, främst från politiskt-religiöst håll där KD och kristna grupper i staden protesterade högljutt: "En provokation mot hela Alingsås!"
I mars 2015 kom Andres Serrano till Fotografiska i Stockholm med sin mest omfattande utställning hittills, Redemption, som är retrospektiv men med nytillagda verk. Flera fotografier från utställningen A History of Sex ingår.